# Ilin-Dželi
L'Ilin-Dželi (in russo Илин-Джели?) o Ilin-Deli (Илин-Дели) è un fiume della Russia siberiana orientale (Repubblica Autonoma della Jacuzia), affluente di destra del Viljuj.
Il fiume scorre interamente nella sezione centrale delle alture della Lena, formandosi dalla confluenza dei due bracci sorgentizi Kenenikjan e Sergeljach; sfocia da destra nel Viljuj nel suo basso corso, a 753 km dalla foce, pochi chilometri a monte dall'insediamento di Suntar.
Non incontra alcun centro urbano di rilievo in tutto il suo corso; è gelato, mediamente, da metà ottobre alla seconda metà di maggio.